# Liste des statues de Lille
Lille, ville agrandie en 1858, s'est couverte de statues à la fin du XIXe siècle et au début du XXe siècle.
Occupée par les troupes allemandes lors des deux conflits mondiaux, la ville a perdu une partie de son patrimoine à la suite des destructions de monuments visant souvent la récupération du bronze.

## Statues érigées avant l'agrandissement de 1858

### Monument commémoratif du siège de 1792

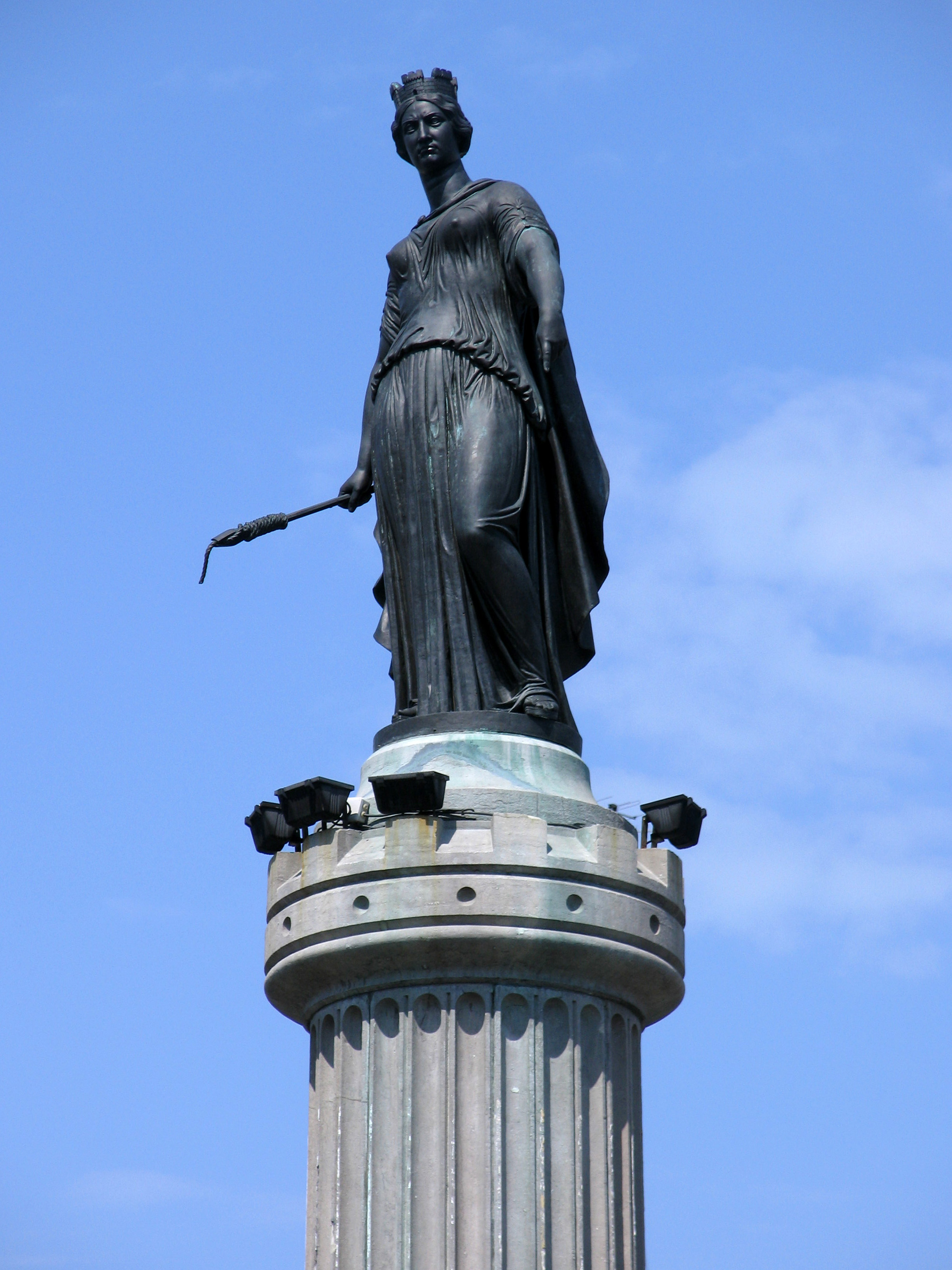
La déesse de Théophile Bra

La colonne obsidionale ou colonne de la Déesse (son surnom populaire) a été inaugurée sur la place du Général-de-Gaulle le 8 octobre 1845. Elle commémore la résistance lilloise au siège de 1792 par les Autrichiens 
- sculpteur : Théophile Bra
- architecte : Charles Benvignat

### Général Négrier (statue disparue)
La mort, à Paris, sur les barricades de juin 1848, du général Négrier, crée une forte émotion à Lille, où il était commandant de division. Le 28 octobre 1849, une statue le représentant est inaugurée à une extrémité de l'esplanade. Endommagée lors des combats de la Première Guerre mondiale, la statue a été déboulonnée et a disparu dans des circonstances mystérieuses à la fin de la Seconde Guerre mondiale. Le socle inoccupé est demeuré oublié à proximité du pont du Petit Paradis et a servi de socle à la statue du 48e Mobile, réinstallée là peu avant Lille 2004.
- sculpteur : Théophile Bra
- architecte : Charles Benvignat

### NapoléonIer, protecteur de l'agriculture et de l'industrie (statue déplacée)

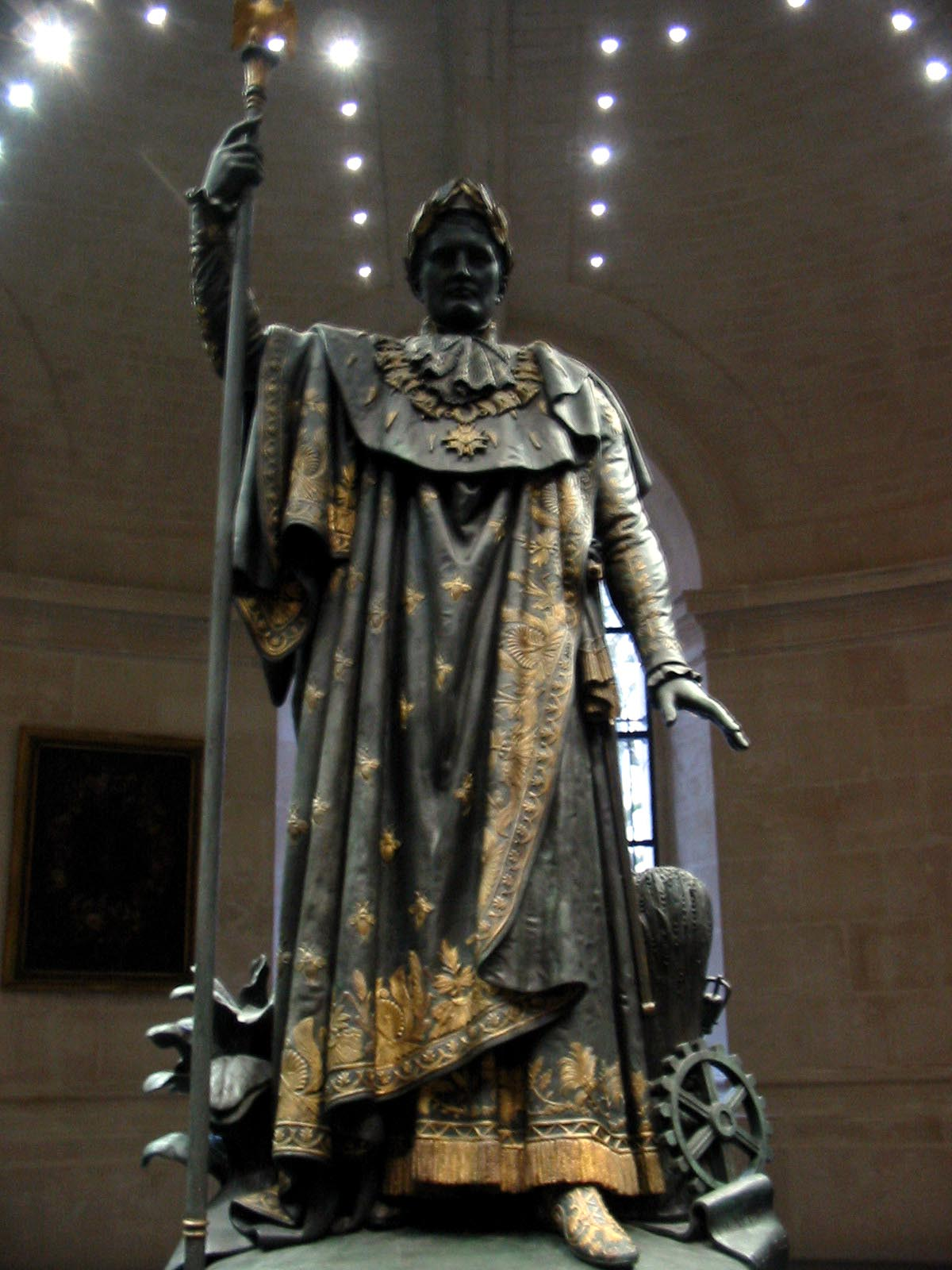
Napoléon 1er par Lemaire

Inaugurée le 3 décembre 1854, sous le règne de Napoléon III, au centre de la Vieille Bourse d'où elle a été enlevée en 1976. Elle se trouve depuis sa rénovation au Palais des Beaux-Arts de Lille.
- sculpteur : Henri Lemaire
- architecte : Charles Benvignat

## Statues érigées entre 1858 et 1914
L'agrandissement de Lille en 1858 crée de nombreux espaces publics monumentaux, de grandes places et des perspectives. La recherche de mise en scène urbaine de l'époque hausmannienne et la "statuomanie" ambiante ne vont pas tarder à les couvrir de monuments sculptés.

### Fontaine Vallon (disparue)
Ce monument, présent depuis 1869 à l'angle de la place de la République et de la rue Nicolas-Leblanc a été détruit en 1963. Il s'agissait d'un buste en bonze du préfet Paul Vallon au-dessus d'une fontaine construite sur le mur aveugle formant le pan coupé de l'angle.
- sculpteur : Henri Biebuyck
- architecte : Charles Marteau

### Monument commémoratif de la défense nationale en 1870 (remplacé)

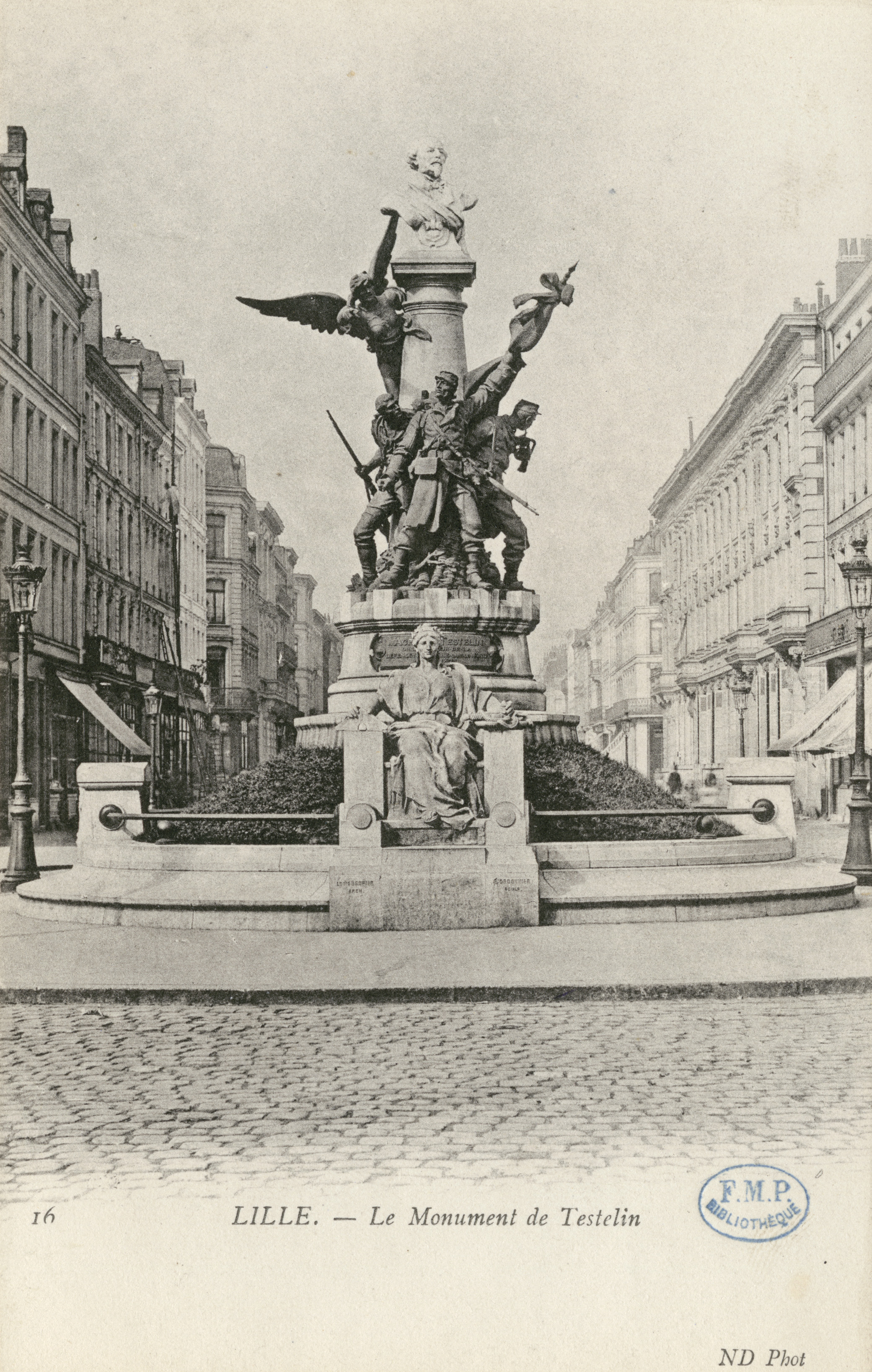
Monument commémoratif de la défense nationale en 1870

Inauguré au centre de la place de Strasbourg (un carrefour de la rue Nationale) le 26 août 1894, ce monument était essentiellement dédié à la figure d'Achille Testelin. Détruit par les forces allemandes en 1918, il a été remplacé le 13 octobre 1933 par un monument plus discret « À Testelin », en pierre, placé près du pont Ramponneau, en bordure du canal de l'Esplanade.
- sculpteur : Louis Marie Cordonnier pour le monument disparu de 1894, Robert Coin pour celui de 1933
- architecte : Louis Bonnier, pour le monument disparu de 1894, Émile Dubuisson pour celui de 1933 (restauré en juin 2010)

### Général Faidherbe
Statue équestre du Général Faidherbe, inaugurée place Richebé le 25 octobre 1896.
- sculpteur : Antonin Mercié
- architecte : Paul Pujol

### Pasteur
Statue de Louis Pasteur, inaugurée le 9 avril 1899 au centre de la place Philippe Lebon, dans la continuité de la rue Jean-Bart. Déplacée lors de la transformation de la Place dans les années 1970. Restaurée en 2005.
- sculpteur : Alphonse Cordonnier
- architecte : Louis Marie Cordonnier

### Monument à Desrousseaux

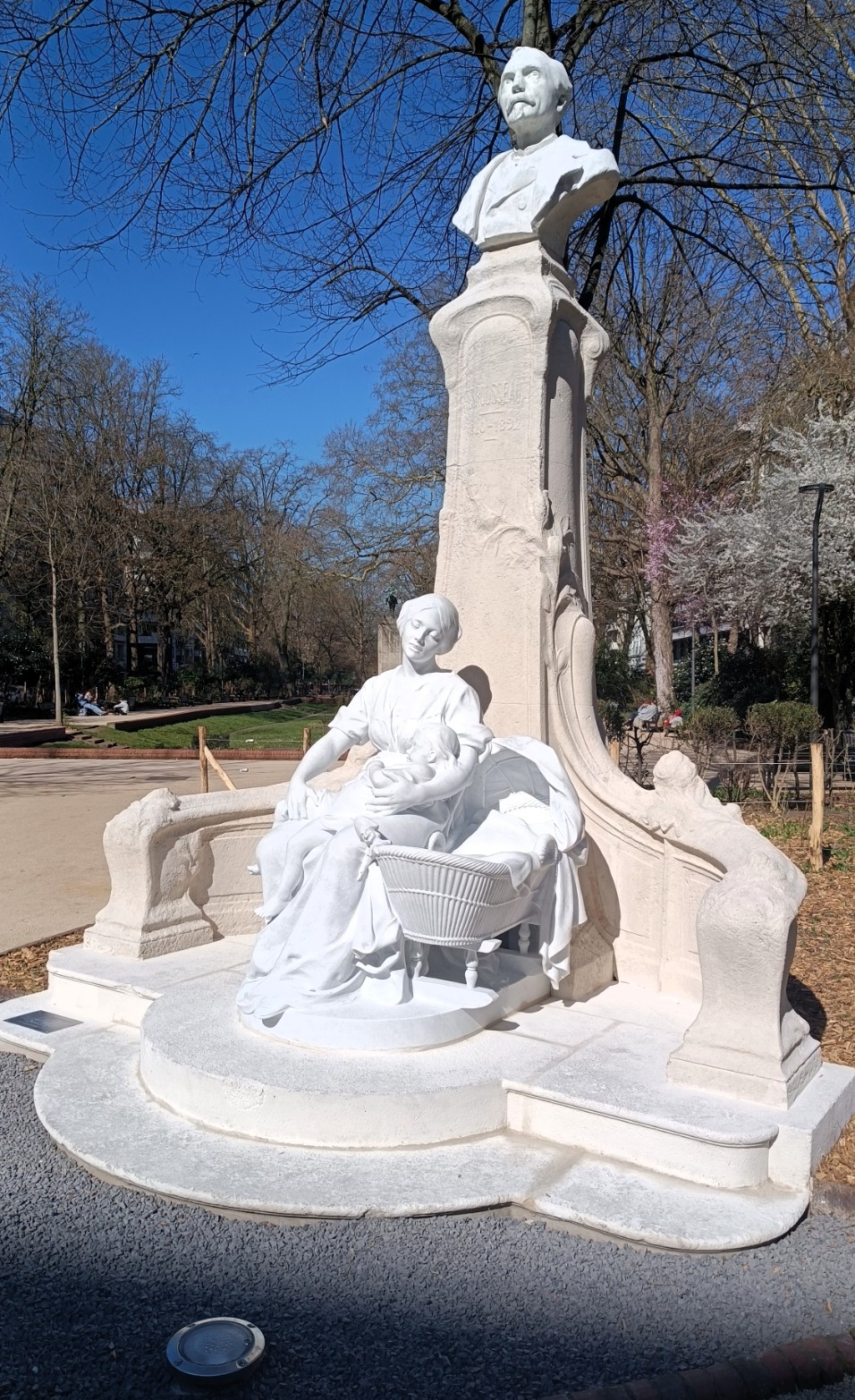
Le P'tit Quinquin

Monument à Alexandre Desrousseaux (dit « Le P'tit Quinquin »), inauguré square Dutilleul le 17 août 1902. 
La statue de la dentellière et de son enfant, trônant au pied du buste de Desrousseaux, a été de nombreuses fois mutilée. Elle est aujourd'hui restaurée et installée dans le hall de l'hôtel de ville. C'est une copie qui a été reposée à l'entrée du Square Foch en 2002.
- sculpteur : Eugène Déplechin
- architecte : Louis Marie Cordonnier

### Le maire André
Statue du maire François André (maire de Lille lors du siège de 1792), inaugurée place du Concert le 26 avril 1908. La statue a été volée par l'armée allemande en 1918 et remplacée à l'identique en 1922. Le piédestal est orné de bas reliefs en bronze figurant des épisodes du siège de la ville. 
- sculpteur : Jules Déchin
- architecte : Désiré Ghesquier

### Boufflers
Obélisque commémorant le maréchal Boufflers, commandant de la citadelle lors du siège de 1708, inaugurée pour fêter le bicentenaire du siège. Longtemps située dans le bois de Boulogne, près de l'entrée du Parc Zoologique, elle a été restaurée et déplacée sur le bord de l'avenue du 43e R.I. près de la demi-lune Royale lors des travaux de réaménagement du champ de Mars en 2016.
- Architecte : Émile Dubuisson

### Pierre Legrand (disparue)

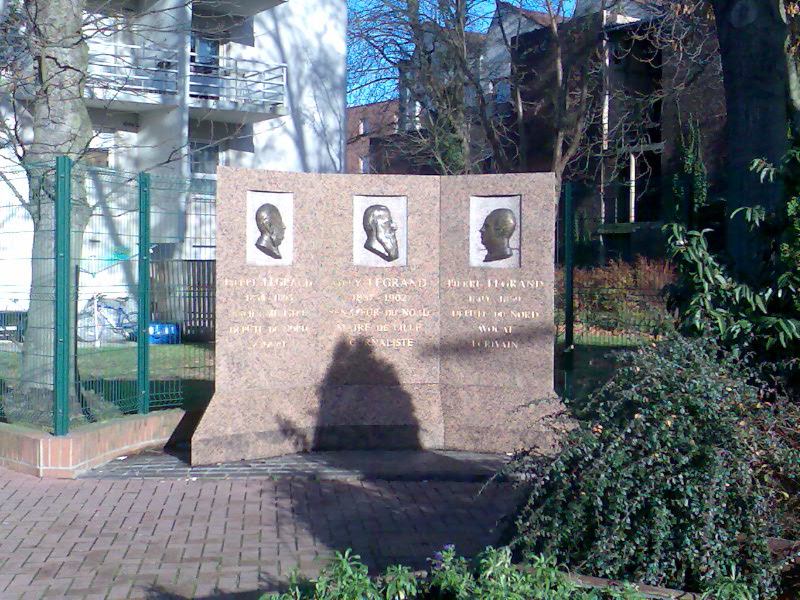
Monument à la famille Legrand

Une statue du député lillois Pierre Legrand fut inaugurée le 26 juin 1910 et volée par les autorités allemandes en 1918. Elle fut remplacée à l'identique en 1925 et de nouveau volée en 1942.
Après guerre, elle est remplacée en juin 1966 par une stèle en hommage à la famille Legrand comprenant les profils de Pierre Legrand père, Pierre Legrand fils et Géry Legrand, maire de Lille. La stèle a été retirée et les médaillons originaux ont été posés sur de nouvelles pièces de marbre.La nouvelle stèle a été installée rue Pierre-Legrand à Fives, à l'angle de la rue Guillaume Werniers.
- sculpteur : Alphonse Cordonnier pour la statue de 1910, Émile Morlaix pour les reliefs de 1966.

### Jeanne d'Arc

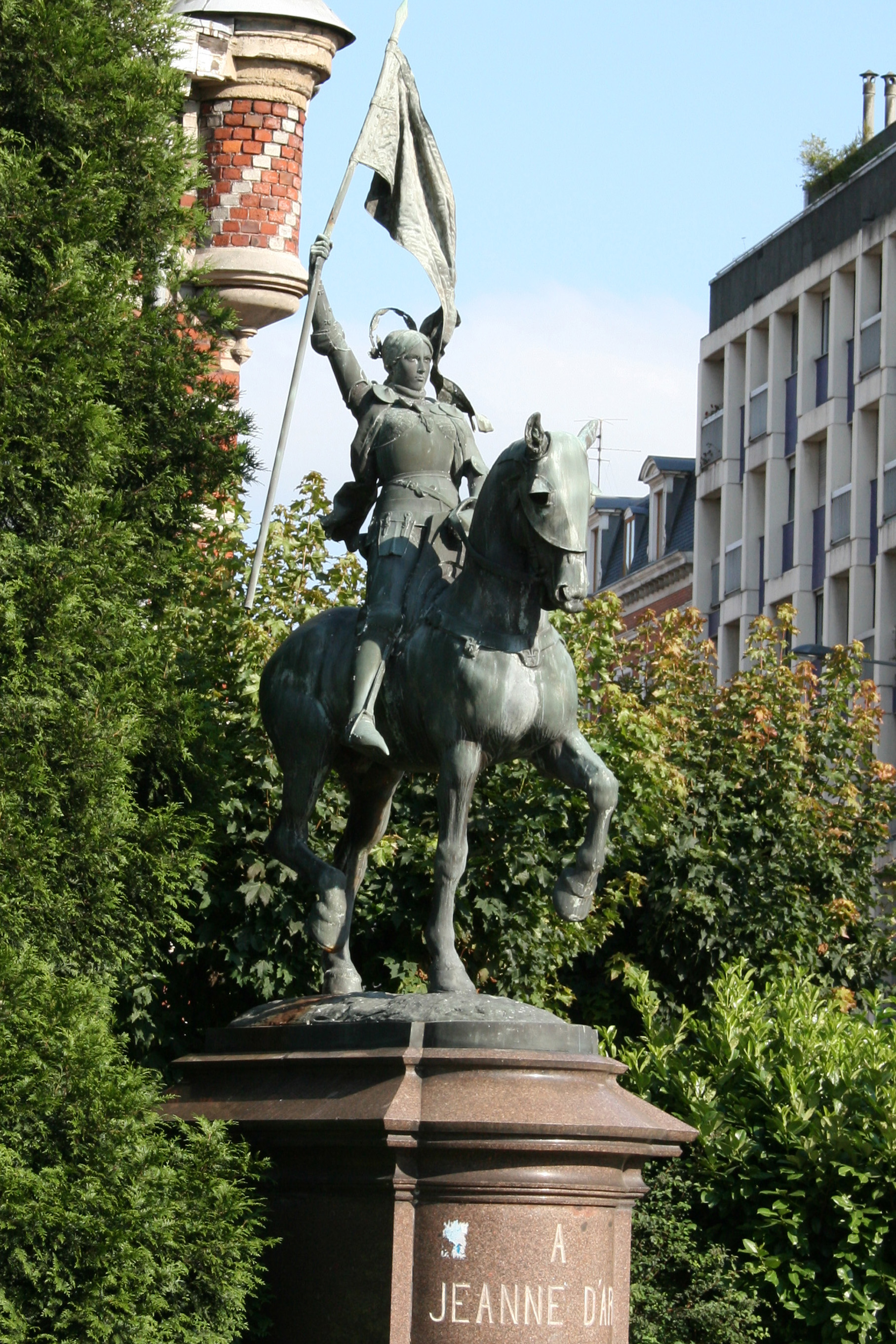
Statue de Jeanne d'Arc par Emmanuel Fremiet

Statue équestre de Jeanne d'Arc, inaugurée le 13 octobre 1912 place Jeanne d'Arc (volée en 1918 et remplacée à l'identique en 1925), copie de la statue équestre de Frémiet installée à Paris place des Pyramides.
- sculpteur : Emmanuel Frémiet

### Le48eMobile (déplacée)

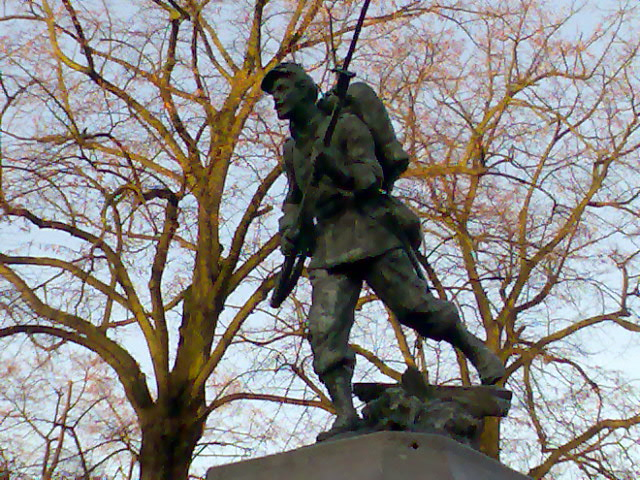
La statue du 48e Mobile

Statue célébrant les soldats mal équipés qui se sont battus sous les ordres du Général Faidherbe en 1870, inaugurée en 1913. Volée par les forces allemandes en 1918, elle a été remplacée par une autre statue en 1930. Cette dernière a été enlevée en 1957 lors de la construction de la passerelle qui relie la rue de Solférino au bois de Boulogne, par-dessus le canal de l'Esplanade. Elle a longtemps été remisée dans les ateliers municipaux et se trouve depuis Lille 2004 sur le socle rénové de la statue disparue du général Négrier, près du pont du Petit Paradis.
- sculpteur : Raymond-Albert Germain[4] pour la statue de 1913
- sculpteur : Aimé Blaise pour la statue de 1930

### En vedette
Statue équestre représentant un soldat et sa monture, inaugurée en 1913. A longtemps été dans le bois de Boulogne où elle était peu entretenue et vandalisée. En 1990, elle a été restaurée et placée devant le Mess des officiers, rue du Pont Neuf. Elle est visible (difficilement) depuis la rue des Bateliers.
- sculpteur : Jean Joire

## Statues érigées entre 1918 et 1940
La plupart des statues de cette période sont relatives à la guerre de 1914-1918, qui a vu la ville de Lille occupée. 

### La Délivrance(aujourd'hui à Nantes)
Le vendredi 17 octobre 1919, le quotidien Le Matin annonce qu'il offre 11 exemplaires de la statue La Délivrance à 11 grandes villes de France et de Belgique occupées ou bombardées pendant la Première Guerre mondiale (Amiens, Bruxelles, Colmar, Liège, Lille, Metz, Reims, Mézières, Saint-Quentin, Strasbourg, Verdun). Cette statue de bronze doré de 2,25 m de haut représente une femme nue qui brandit un glaive. La première des statues est donnée à Lille (la plus grande des villes occupées) et est inaugurée le dimanche 19 octobre 1919 au jardin Vauban. Elle est ensuite enlevée pour raisons « esthétiques » et remisée au palais Rameau. En 1927, elle est vendue à la ville de Nantes où elle se trouve toujours (devant l'Hôtel de région) après bien d'autres vicissitudes.
Curieusement, on trouve encore d'autres exemplaires de cette statue à Finchley (un bourg de Londres) ou à Chéroy, une ville de l'Yonne.
- sculpteur : Émile Guillaume

### Edouard Lalo (remplacée)
Statue de bronze d'Édouard Lalo inaugurée le 3 juillet 1922 dans le jardin Vauban. Volée en 1942, remplacée par une stèle ornée d'un médaillon sculpté en 1968.
- sculpteur : Maurice Quef pour la statue de 1922, Émile Morlaix pour le médaillon de 1968
- architecte : Georges Dehaudt pour le monument de 1922

### Henri Ghesquière
Buste d'Henri Ghesquière (homme politique socialiste lillois (1863 - 1918), député du Nord), et personnage de pierre (une fille-mère), inauguré rue Gambetta le 3 septembre 1922. Restauré en 2007. Vandalisé en décembre 2010 (tête de la mère cassée), le personnage est restauré en mai 2011. Cette statue est située à l'angle de la rue Gambetta et de la rue de Ratisbonne, à proximité d'une stèle rappelant la rattachement de la commune de Wazemmes à Lille en 1858.
- sculpteur : Félix-Alexandre Desruelles

### Monument aux Morts
Inauguré devant le palais Rihour le 22 mai 1927, le monument d'inspiration pacifiste consiste en un haut pan de mur portant trois tableaux : les Captifs, la Relève et la Paix. 
- sculpteur : Edgar Boutry
- architecte : Jacques Alleman

### Louise de Bettignies

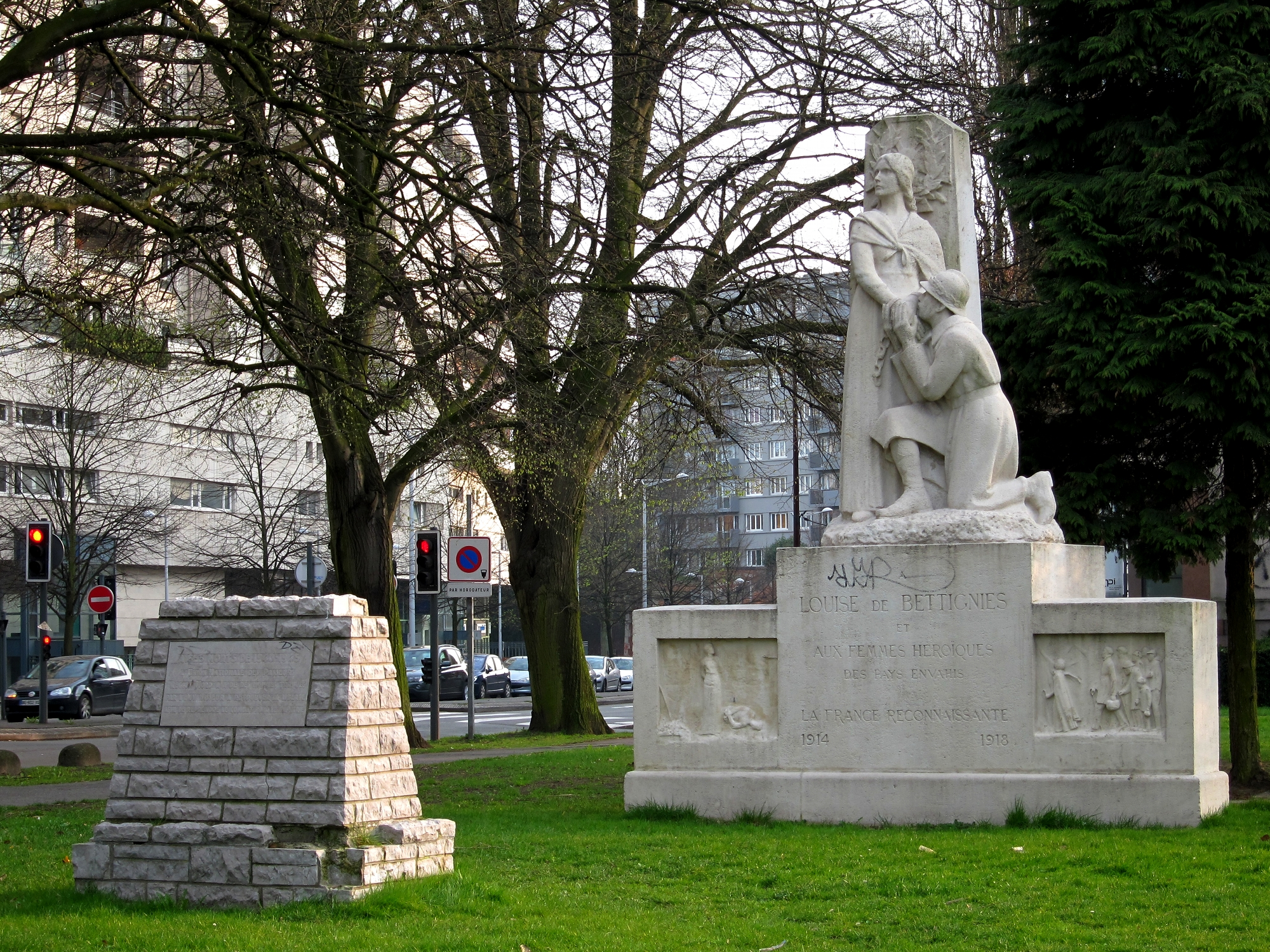
Le monument à Louise de Bettignies, à Lille.

Statue représentant Louise de Bettignies et un soldat, inaugurée boulevard Carnot le 13 novembre 1927, déplacée de quelques mètres et ré-orientée depuis.Restaurée en 2008. 
- sculpteur : Maxime Real del Sarte
- architecte : Louis Marie Cordonnier

### Auguste Angellier
Peu après la mort d'Auguste Angellier (1848-1911), doyen de la faculté de Lettres de Lille et poète, un comité se forme en vue de lui élever un monument. Le comité se reconstitue en 1922, après la Première Guerre mondiale et confie le projet à l'architecte Louis Marie Cordonnier qui propose de dresser le monument devant la bibliothèque universitaire. Le 13 mai 1928, le monument est finalement inauguré dans un petit square aménagé pour l'occasion dans le « quartier latin » lillois, à l'angle entre la rue Jean-Bart et la rue Jeanne-d'Arc. La statue de bronze, d'Eugène Déplechin, représente le poète assis sur un rocher dans la tenue qu'il affectionnait pour ses excursions.
- sculpteur : Eugène Déplechin
- architecte : Louis Marie Cordonnier

### Les Fusillés lillois (remplacée)

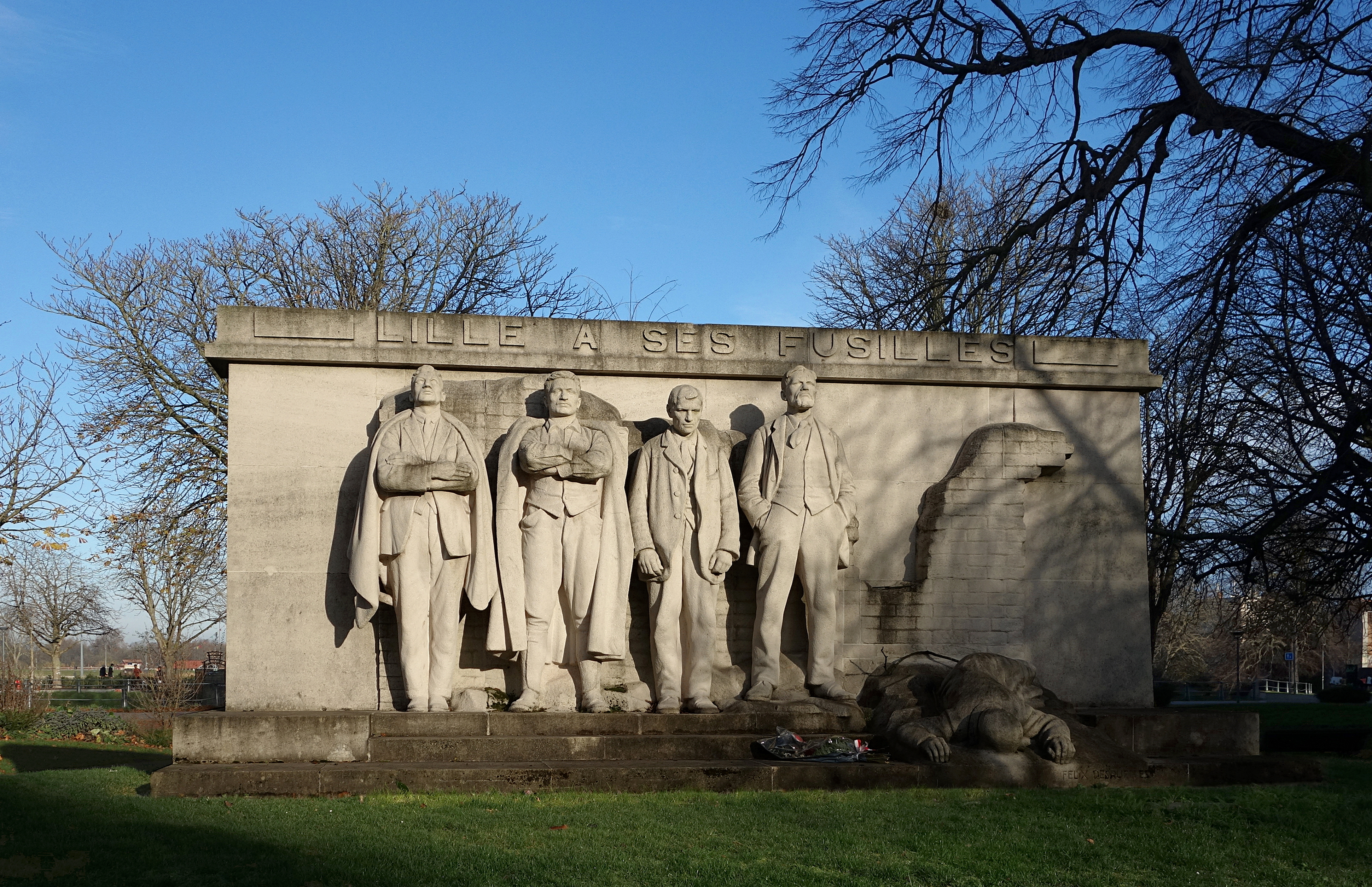
Monument aux fusillés lillois

Monument de pierre calcaire blanche, élevé à la mémoire de 5 résistants fusillés par l'armée occupante allemande, en 1915. Le résistant représenté face contre terre devant le monument est l'étudiant Léon Trulin. Le monument actuel, placé en 1960, remplace une première version quasi identique inaugurée en 1929 et détruite par les Allemands en 1942.
- sculpteur : Félix-Alexandre Desruelles

### Les 18 Ponts

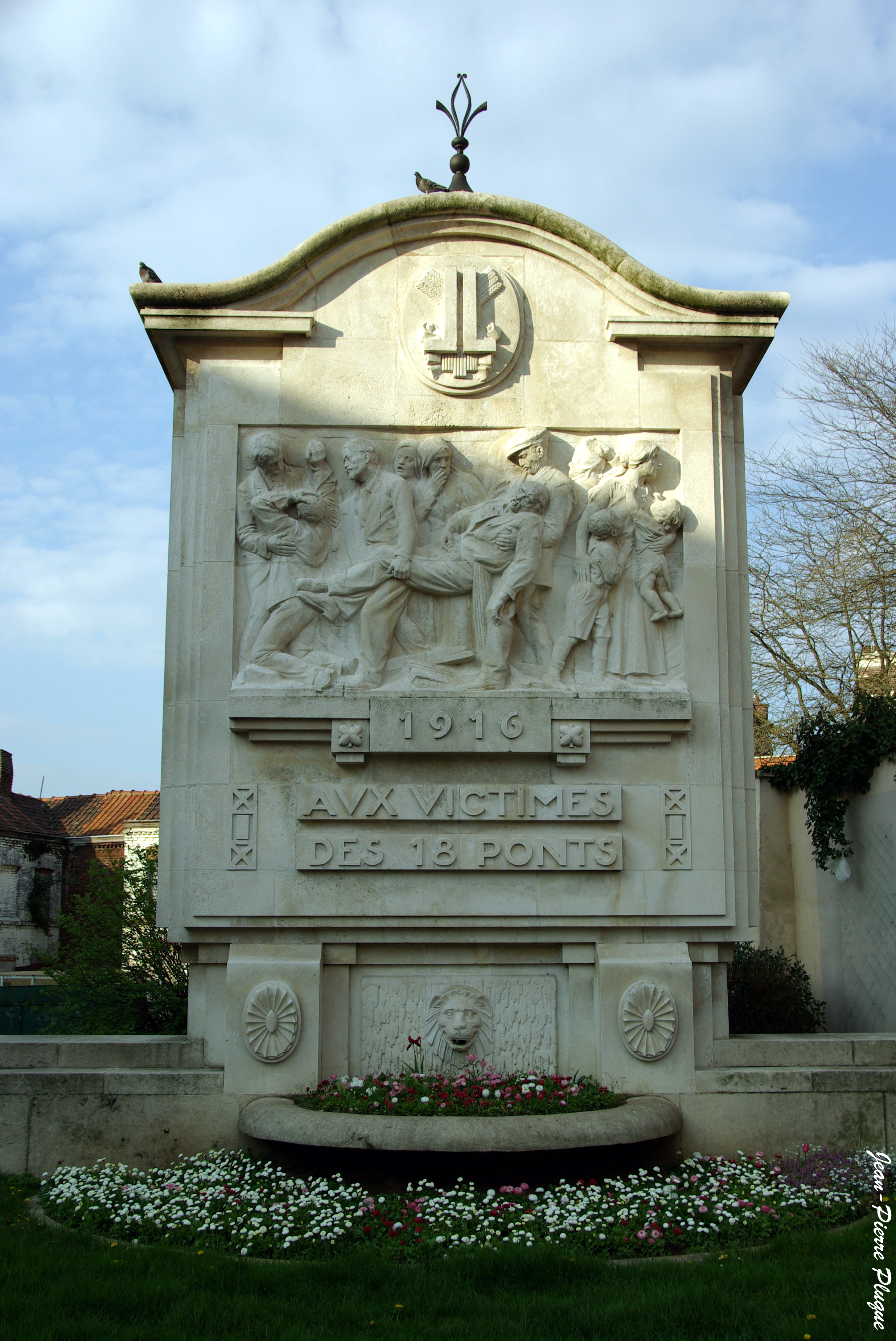
Monument les 18 ponts à Lille

Monument inauguré le 13 octobre 1929 dans le quartier de Moulins, à la mémoire des nombreuses victimes de l'explosion du dépôt de munitions dit "des 18 ponts" en janvier 1916. Restauré en 2006.
- sculpteur : Edgar Boutry
- architecte : Jacques Alleman

### Albert Samain
Groupe en pierre en hommage au poète Albert Samain inauguré dans le jardin Vauban le 4 octobre 1931.Restauré en mai 2009.
- sculpteur : Yvonne Serruys
- architecte : Jacques Alleman

### Léon Trulin

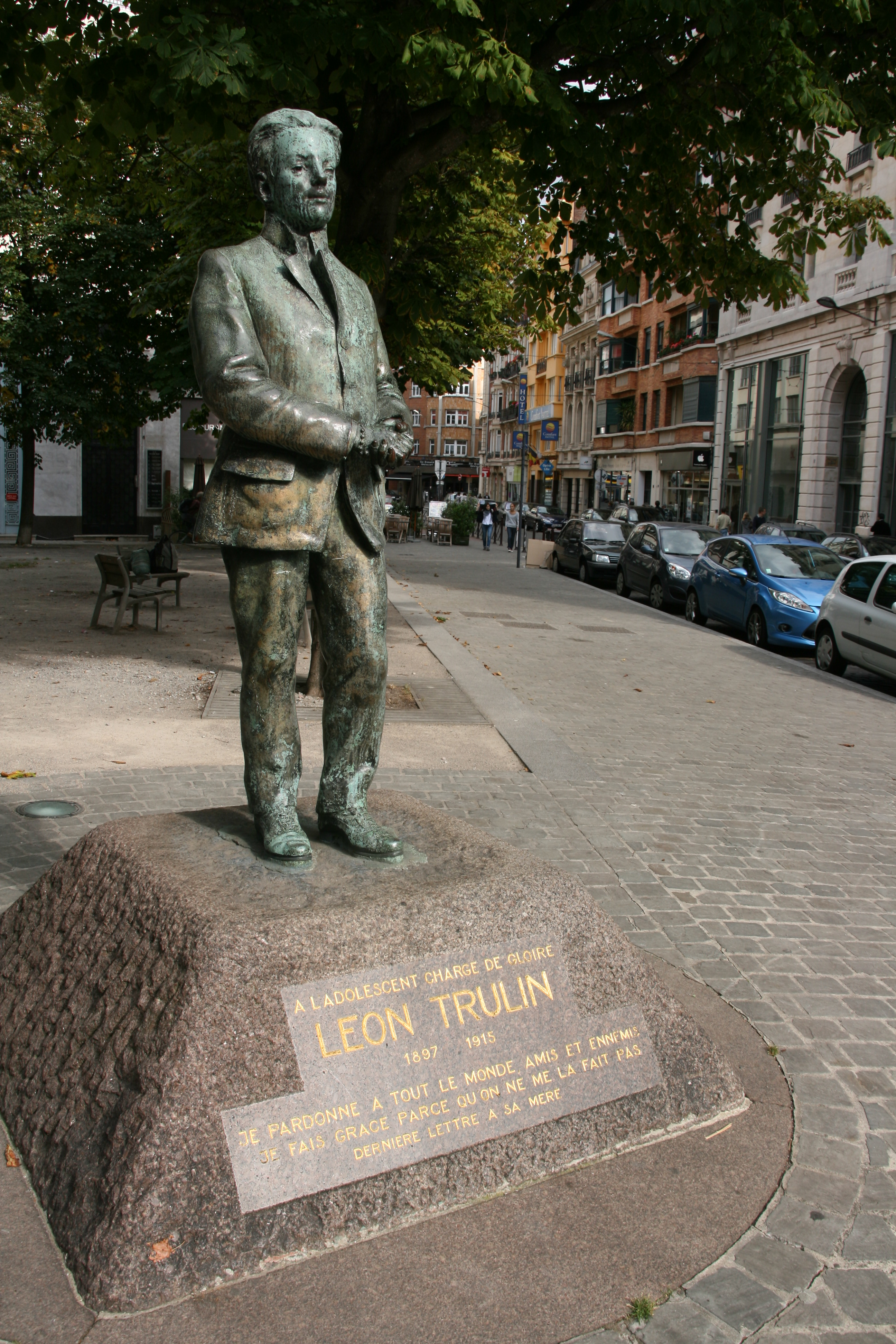
Statue de Léon Trulin

Léon Trulin, né à Ath en 1897, est fusillé le 8 novembre 1915, à l'âge de 18 ans, dans les fossés de la citadelle de Lille, pour des actes de résistance. Son destin crée une grande émotion à Lille et il fait l'objet de nombreux hommages : une rue porte son nom, la maison où il habitait (15 place des Patiniers) portait une plaque commémorative, il est représenté parmi les personnages des fusillés lillois (1929), un mémorial est inauguré dans les fossés de la citadelle en 1931 ("TRULIN" en plaques de bronze martelé, restauré en 2007 par des élèves du lycée Jean Monnet), une statue est dressée sur sa tombe au cimetière de l'Est en 1933 et enfin un groupe scolaire porte son nom (au Faubourg de Béthune). Malgré cela, l'hommage semble insuffisant (en particulier, sa représentation en personnage tombé au sol parmi les fusillés lillois blesse sa famille) au point qu'une subvention de la ville de Lille, du gouvernement belge et des « Amis de Lille » permet le projet d'un nouveau monument public dédié à sa seule figure.
Ce monument en bronze, inauguré le 10 juin 1934 en présence du maire Roger Salengro avenue du peuple Belge est censé représenter Léon Trulin dans l'attitude réelle (courageuse et pieuse) qu'il avait au moment de son exécution, selon le témoignage de l'abbé qui l'accompagnait.
La statue a été déplacée en 2003 pour être installée à côté de l'Opéra de Lille, à l'entrée de la rue Léon-Trulin.
- sculpteur : Edgar Boutry
- architecte : Jacques Alleman

### Monseigneur Charost (déplacée)
Mgr Charost avait été nommé premier évêque de Lille le 21 novembre 1913. Son soutien moral à la population lilloise pendant l'occupation allemande de 1914-1918 lui vaut l'hommage de ce buste mis en place près de la cathédrale Notre-Dame-de-la-Treille (devant le portail Saint-Joseph) le 1er novembre 1934. Il a depuis été installé à l'intérieur de l'édifice.
- sculpteur : Henri Soubricas

### Jeanne Maillotte
Statue en bronze représentant la figure légendaire de Jeanne Maillotte, inaugurée le 27 mai 1935 sur l'avenue du Peuple Belge. La hallebarde qu'elle tient à la main a été régulièrement volée et remplacée depuis.
- sculpteur : Edgar Boutry

### Au pigeon voyageur

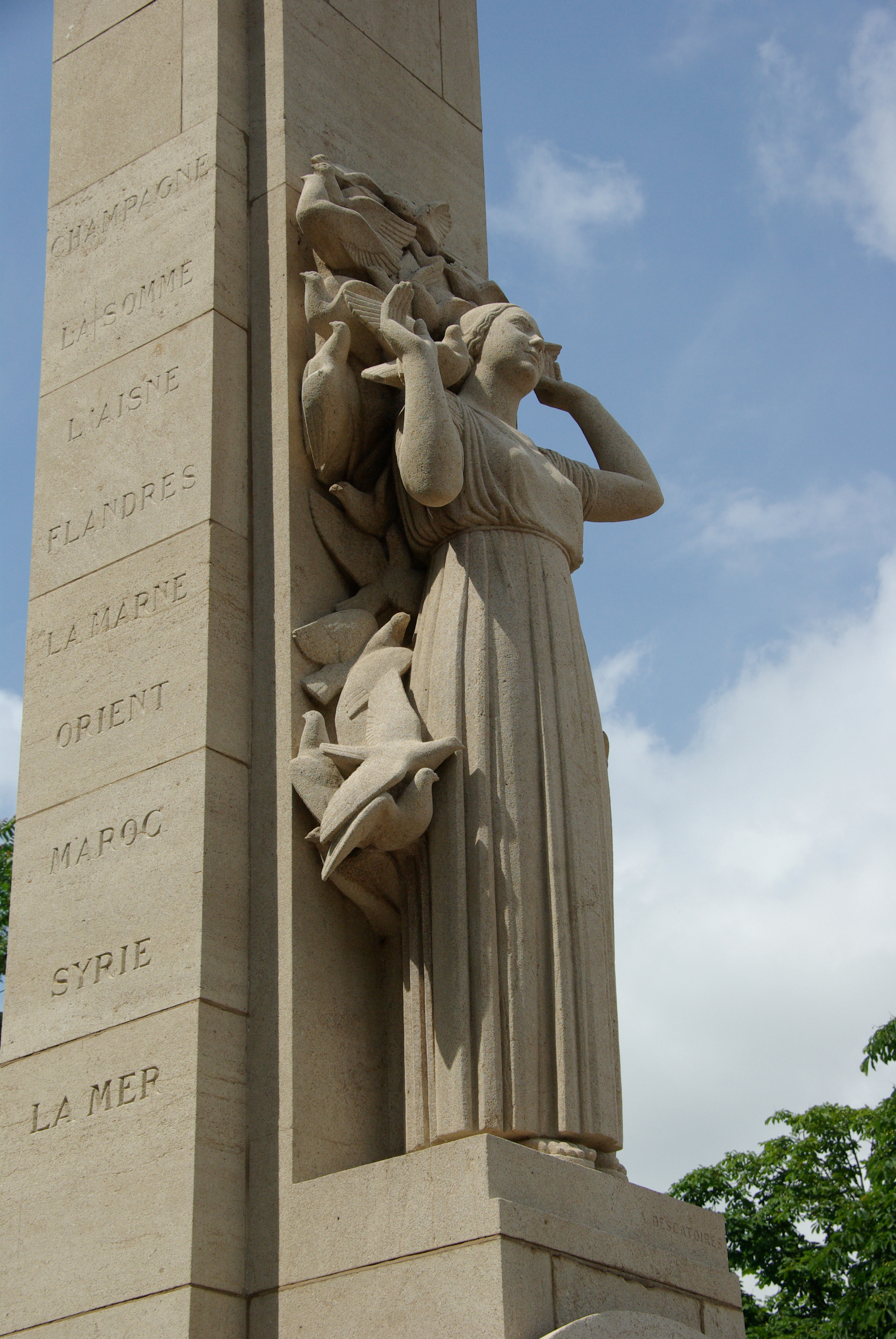
Monument Au Pigeon Voyageur, Lille

Monument inauguré le 23 avril 1936 à l'entrée du bois de Boulogne en mémoire des pigeons de la guerre 1914-1918 et des résistants colombophiles qui risquaient leur vie. La statue est restaurée en 2008.
- Sculpteur : Alexandre Descatoire
- Architecte : Jacques Alleman

### Foch
Monument au Maréchal Foch, inauguré le 24 mai 1936 dans le square du même nom, restauré en 2003, puis en 2010.
- sculpteur : Edgar Boutry
- architecte : Jacques Alleman

## Statues et œuvres sculptées érigées après 1945

### Delory/Salengro
Le monument en pierre inauguré le 22 février 1959 devant la mairie de Lille, rend hommage aux maires de Lille successifs Gustave Delory et Roger Salengro.
- sculpteur : Robert Coin

### Mémorial de la Résistance et de la Déportation
Sculpture en bronze martelé installée sur la Noble Tour, inaugurée le 29 septembre 1959, en présence du Général de Gaulle, lors de la dernière journée d'un de ses voyages présidentiels à Lille. La Noble Tour elle-même a été convertie en mémorial, et contient une urne remplie de cendres de victimes de la déportation.
- sculpteur : André Bizette-Lindet

### Au Peuple Polonais
Le totem marqué de l'aigle de Pologne installé au carrefour du boulevard Victor-Hugo et de la rue d'Arras (square du Peuple Polonais, anciennement rue du Tiers-État) est un monument au Peuple polonais inauguré le 27 avril 1979. Œuvre d'Antoine Slezak en pierre de Pologne, il symbolise l'amitié franco-polonaise et l'aide des polonais au développement du Nord de même que leurs souffrances partagées pendant les guerres.
- sculpteur : Antoine Slezak

En 1979, Stanislaw Srocki, de l'Association des Combattants Polonais et de leurs Familles, a posé un aigle avec couronne sur ce monument.

### Cardinal Liénart
Statue en bronze du cardinal Liénart, inaugurée dans l'îlot Comtesse en 1988. Cette statue à l'esthétique controversée est déplacée le 31 janvier 2007 en raison d'un affaissement de son socle. Elle a été réinstallée en février 2011 après restauration dans le nouveau jardin de La Treille, sur le côté droit de la cathédrale.
- sculpteur : Jean Roulland

### Mémorial de Gaulle
Monument inauguré en 1990 au bord du jardin Vauban au bout du boulevard de la Liberté, pour le 100e anniversaire de la naissance de Charles de Gaulle à Lille. Le monument est non figuratif à la demande de la famille de Gaulle.
- sculpteur : Eugène Dodeigne

### François Mitterrand
Statue en bronze de François Mitterrand (1916-1996), inaugurée en 1998, sur l'esplanade portant son nom au pied de la gare Lille-Europe. Une souscription avait été lancée l'année précédente par la fondation François Mitterrand et Pierre Mauroy.
- sculpteur : François Cacheux

### La Demoiselle de Fives
Statue en bronze d'une jeune femme inaugurée en 2007 sur la nouvelle place Pierre-Degeyter à Fives. Œuvre de l’écossais Kenny Hunter, elle représente  « une jeune femme en baskets invitant à une danse, enfant du quartier (sa besace a la forme d’une locomotive, comme celles que fabriquait l’usine FCB) comme du monde (sa semelle droite représente une mappemonde) ». Une main de la statue est volée en 2014. La statue est restaurée en 2015.
- sculpteur : Kenny Hunter

### Romy
Buste de trois mètres de haut en polystyrène, fibre de verre et résine polyester de couleur orange, inauguré le samedi 14 septembre 2019. Sculpté par l’artiste lyonnais Xavier Veilhan, commande de la Ville de Lille, dans le cadre du programme « Lille, Ville d’Art et d’Artistes » ce buste de femme est installé sur le parvis de la gare Lille-Flandres qui venait d'être réaménagé. Le nom donné à la statue n'a aucun rapport avec l'actrice Romy Schneider et le buste a été modelé d'après un modèle présent dans l'atelier de l'artiste,,. Les bras croisés de la figure créent une assise pour les passants.
- sculpteur : Xavier Veilhan

## Autres œuvres

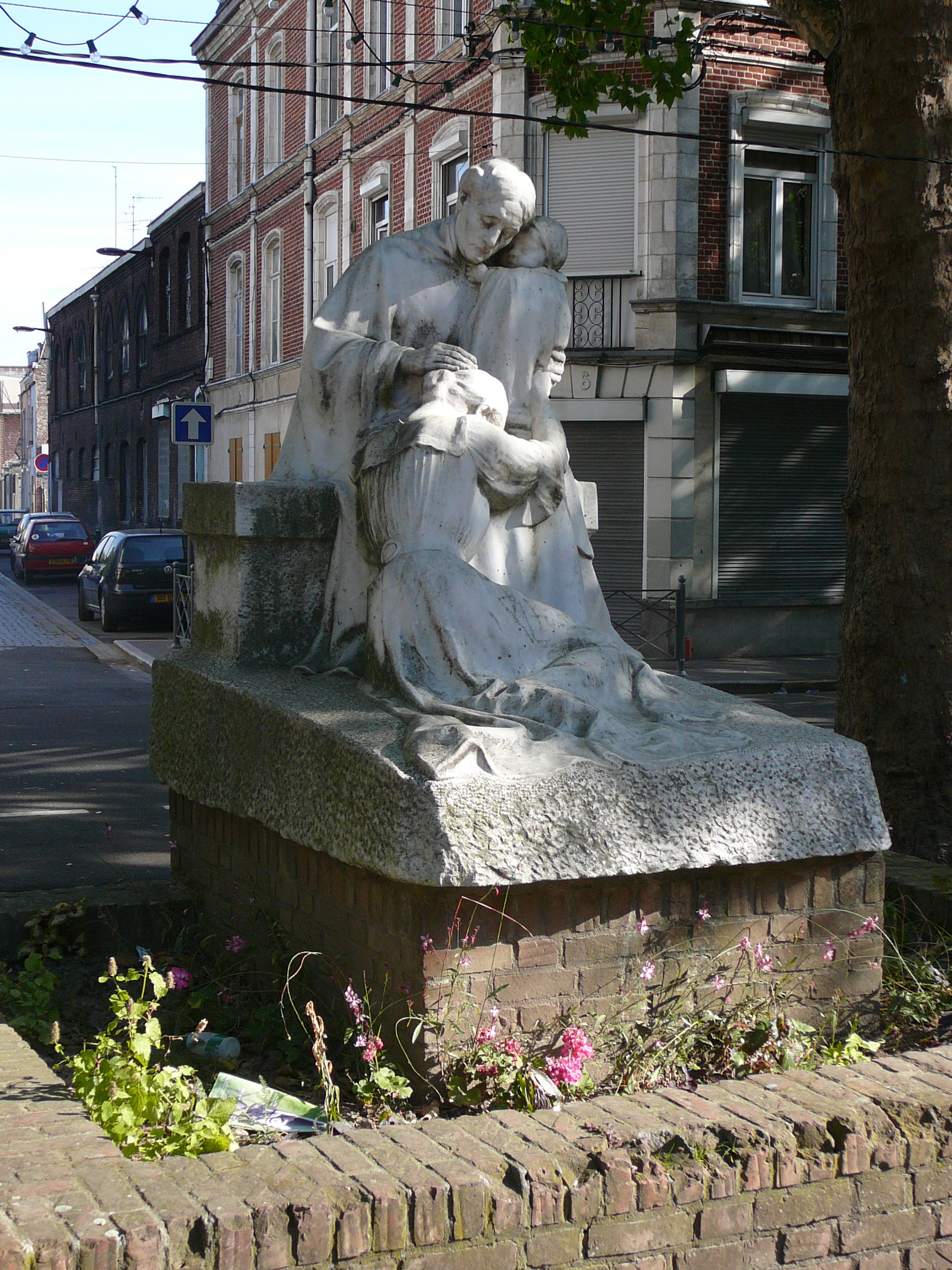
Le Pardon

En dehors des monuments commémoratifs, Lille comprend des œuvres abstraites, parfois associées à des fontaines (place de la Solidarité, espaces piétons de la résidence du Beffroi), ainsi que des œuvres extraites des collections du Palais des Beaux-Arts telles que le Pardon (place Vanhoenacker), œuvre de Georges Armand Vérez datée de 1909.

## Sources

### Générales

#### Archives municipales de Lille
Fonds documentaire « 3M » 

#### Archives départementales du Nord
Volume « O357 »

#### Ouvrages
Vincent Breye : Le Nord-Pas-de-Calais à travers cent statues, édi. la Voix du Nord, Lille, 2000  (ISBN 2-84393-033-2)

### Spécifiques
1. ↑  La quasi-totalité de l'article est établie d'après une recherche effectuée en 1995 aux Archives Municipales de Lille et Départementales du Nord. Les références des fonds sont indiquées dans la section « sources » de cet article
2. ↑  « Monument au maire André – Lille », sur Monumen.net (consulté le 28 juin 2020).
3. ↑  ST. F. / PHOTOS CHRISTOPHE LEFEBVRE, « Lille : la colonne Boufflers déplacée de quelques centaines de mètres (VIDÉO) », La Voix du Nord,‎ 29 juin 2016 (lire en ligne, consulté le 28 juin 2020).
4. ↑  « Monument aux morts de 1870, ou Monument au 48e régiment de Mobiles – Lille | E-monumen », sur e-monumen.net, 5 juillet 2011 (consulté le 9 octobre 2023)
5. ↑  n.c., « Lille : la Demoiselle de Fives, amputée depuis un an, a repris la main », sur La Voix du Nord (consulté le 9 septembre 2020)
6. ↑  « Mais qui est cette Romy qui squatte le parvis de la gare de Lille ? », sur www.20minutes.fr (consulté le 9 septembre 2020)
7. ↑  « Qui est Romy, la statue inaugurée sur le parvis de la gare Lille-Flandres ? », sur actu.fr (consulté le 9 septembre 2020)
8. ↑  « Qui est Romy, la nouvelle statue jaune à l'entrée de la gare Lille-Flandres ? », sur France 3 Hauts-de-France (consulté le 9 septembre 2020)
9. ↑  « Lille : Romy s’est réveillée balafrée samedi », sur LA VDN, 23 novembre 2019 (consulté le 9 septembre 2020)